# U-665
Unterseeboot 665 foi um submarino alemão do Tipo VIIC, pertencente a Kriegsmarine que atuou durante a Segunda Guerra Mundial.
O U-665 esteve em operação entre os anos de 1942 e 1943, realizando neste período uma patrulhas de guerra, na qual afundou um navio aliado, num total de 7 134 toneladas de arqueação.
Foi afundado por cargas de profundidade  no dia 22 de março de 1943 por uma aeronave britânica Whitley (Sqdn. 10 OTU/Q), causando a morte de todos os 46 tripulantes.

## Comandantes
| Comandante              | Data                                      |
| ----------------------- | ----------------------------------------- |
| Oblt. Hans-Jürgen Haupt | 22 de julho de 1942 - 22 de março de 1943 |

## Subordinação
Durante o seu tempo de serviço, esteve subordinado às seguintes flotilhas:
| Período                                      | Flotilha                  |
| -------------------------------------------- | ------------------------- |
| 22 de julho de 1942 - 31 de janeiro de 1943  | 5. Unterseebootsflottille |
| 1 de fevereiro de 1943 - 22 de março de 1943 | 1. Unterseebootsflottille |

## Operações conjuntas de ataque
O U-665 participou das seguinte operações de ataque combinado durante a sua carreira:
- Rudeltaktik Neuland (4 de março de 1943 - 6 de março de 1943)
- Rudeltaktik Ostmark (6 de março de 1943 - 11 de março de 1943)
- Rudeltaktik Stürmer (11 de março de 1943 - 20 de março de 1943)

## Coordenadas
1. ↑  em posição 48° 04' N 10° 26' O